# Pavel Soukup (cyklista)
Pavel Soukup (* 12. dubna 1965 Přerov) je bývalý český dráhový cyklista, účastník Mistrovství světa v letech 1982 – 1990 a Letních olympijských her 1988.
Pavel Soukup získal v roce 1986 společně se Svatoplukem Buchtou, Teodorem Černým a Alešem Trčkou titul Mistra světa ve stíhacím závodě družstev na 4 kilometry v Colorado Springs. Ve stejné disciplíně získal také 2x bronzovou medaili a to v letech 1983 a 1987. Na Letních olympijských hrách 1988 v Soulu skončil ve stíhacím závodě družstev pátý a také obsadil druhé místo na Goodwill Games 1986. Pavel Soukup získal 8x titul Mistr Československa.
S cyklistickou kariérou začal v roce 1975 v Prostějově. V roce 1981 přestoupil do střediska vrcholového sportu TJ Favorit Brno, kde působil do roku 1987. V letech 1987 až 1990 byl členem pražské Dukly. V roce 1990 se vrátil do TJ Favorit Brno kde působil do roku 1993 kdy ukončil sportovní kariéru.